# Quo Vadis, Aida?
Quo Vadis, Aida? (lit. ¿Adónde vas, Aida?) es una película de drama bélico bosnio de 2020 escrita, producida y dirigida por Jasmila Žbanić. Se trata de una coproducción internacional de doce productoras y se proyectó en la sección principal a concurso del 77.º Festival Internacional de Cine de Venecia. Fue nominada a la mejor película internacional en la 93.ª edición de los premios de la Academia.

## Trama
El 11 de julio de 1995, la traductora de la ONU Aida intenta salvar a su familia después de que el ejército de la República Srpska se apoderase de la ciudad de Srebrenica antes del genocidio de Srebrenica. Su familia se encuentra entre los miles de ciudadanos que buscan refugio en el campamento de la ONU. Como conocedora de las negociaciones, Aida tiene acceso a información crucial que debe interpretar.

## Reparto
| - Jasna Đuričić como Aida Selmanagić - Izudin Bajrović como Nihad Selmanagić, el marido de Aida - Boris Isaković como General Ratko Mladić - Johan Heldenbergh como el coronel Thomas Karremans - Raymond Thiry como el mayor Rob Franken - Boris Ler como Hamdija Selmanagić, el hijo de Aida - Dino Bajrović como Sejo Selmanagić, el hijo de Aida - Emir Hadžihafizbegović como Joka - Edita Malovčić como Vesna, la esposa de Joka | - Minka Muftić como Munira - Teun Luijkx como el capitán Mintjes - Joes Brauers como Boudwijn - Reinout Bussemaker como el coronel Dr. Robben - Ermin Bravo como el alcalde - Sol Vinken como el soldado Lammerts - Micha Hulshof como el mayor De Haan - Juda Goslinga como el teniente Rutten - Ermin Sijamija como Lalović - Alban Ukaj como Tarik |

## Lanzamiento
La película tuvo su estreno mundial en el 77 ° Festival Internacional de Cine de Venecia el 3 de septiembre de 2020. También se proyectó en el Festival Internacional de Cine de Toronto el 13 de septiembre de 2020. En febrero de 2021, Super LTD adquirió los derechos de distribución de la película en EE. UU. Se estrenó en los Estados Unidos a través de cine virtual el 5 de marzo de 2021, seguido de vídeo bajo demanda el 15 de marzo de 2021.

## Recepción

### Crítica
En el agregador de críticas Rotten Tomatoes, el 100% de las 37 reseñas de los críticos son positivas, y la calificación media es de 8,8/10. El consenso de los críticos en el sitio web afirma: "¿Quo Vadis, Aida? utiliza el desgarrador conflicto de una mujer para ofrecer un relato desgarrador del devastador coste humano de la guerra". Según Metacritic, la película ha recibido una "aclamación universal" basada en una puntuación media ponderada de 97 sobre 100 de 14 críticas.
Ryan Gilbey, de New Statesman, resumió su crítica afirmando que "Žbanić ha plasmado los hechos en una imagen elocuente y concienzuda que contiene el mismo suspense que cualquier thriller con bomba de relojería, utilizando la actuación de Ðuričić como motor". Jude Dry, de IndieWire, escribió que "Žbanić deja al descubierto el profundo coste humano de la violencia y la guerra", mientras que Peter Bradshaw escribió en The Guardian que "después de 25 años, ha llegado el momento de volver a mirar el horror de Srebrenica, y Žbanić lo ha hecho con clara compasión franqueza".
La reseña de Jessica Kiang para Variety afirma que "esto no es revisionismo histórico, en todo caso, en ¿Quo Vadis, Aida? no se revisa la historia, sino que se centra en la situación de las víctimas: no sólo en la masacre en sí, sino en los males más amplios del fracaso institucional y la indiferencia internacional". Kevin Maher escribe en The Times que "es una película incendiaria y furiosamente comprometida de la directora Jasmila Žbanić, que también añade un final inquietante sobre la carga que aún soportan los supervivientes de Srebrenica".

### Galardones
66.ª edición de los Premios Sant Jordi
| Categoría                 | Resultado |
| ------------------------- | --------- |
| Mejor película extranjera | Ganadora  |

En septiembre de 2020, ¿Quo Vadis, Aida? fue seleccionada como la candidatura bosnia al Mejor Largometraje Internacional en la 93.ª edición de los Premios de la Academia, formando parte de la lista de quince películas nominadas. El 15 de marzo de 2021, la película fue reconocida oficialmente como candidata en esa categoría. Ganó el Premio del Público en la 50.ª edición del Festival Internacional de Cine de Róterdam y el Premio a la Mejor Película Internacional en el Festival de Cine de Gotemburgo de 2021. La película también fue nominada a Mejor Película Internacional en la 36.ª edición de los Independent Spirit Awards. En marzo de 2021, la 74.ª edición de los premios de cine de la Academia Británica nominó la película a la mejor película de habla no inglesa inglesa y Žbanić obtuvo una nominación en la categoría de mejor director.